# Abtei von Liessies

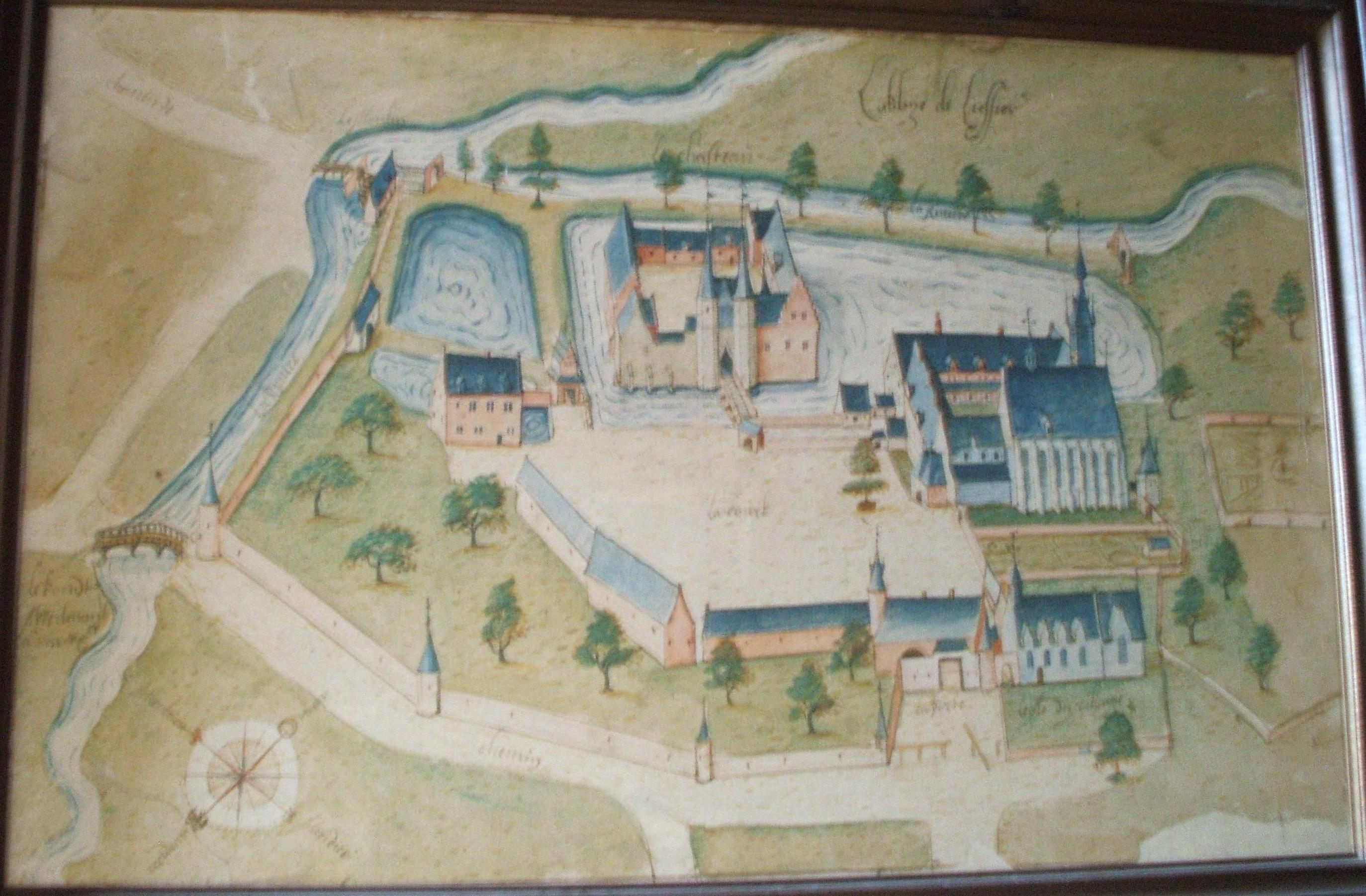
Plan der Abtei Liessies

Die Abtei von Liessies war eine benediktinische Abtei in Liessies, Département Nord in Frankreich. Sie wurde 751 erbaut von Wibert, Graf von Poitou und Vetter Pippins des Jüngeren, und 1791 in der Französischen Revolution zerstört.

## Geschichte

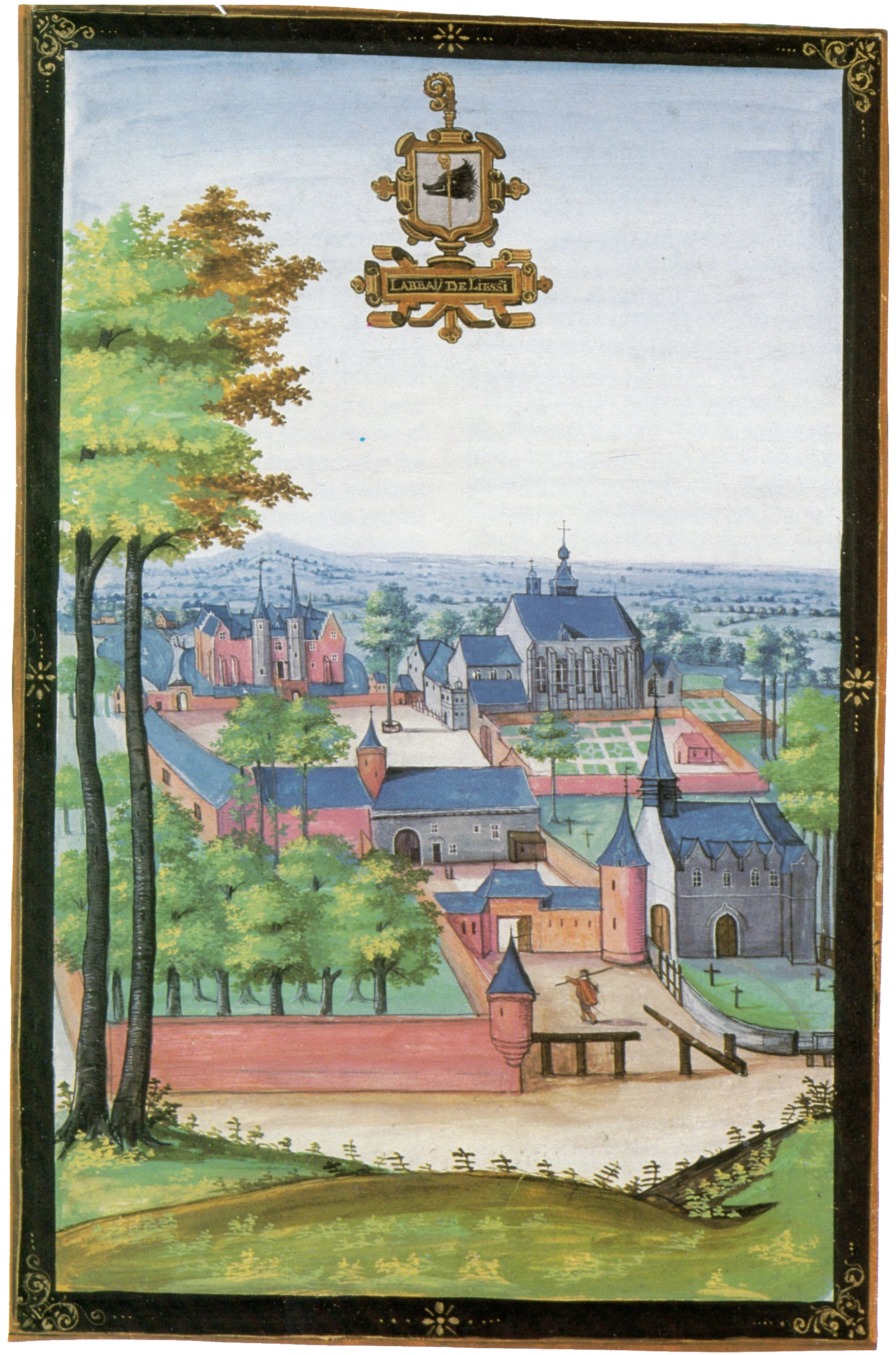
Abbaye de Liessies 1598 (Albums de Croÿ)

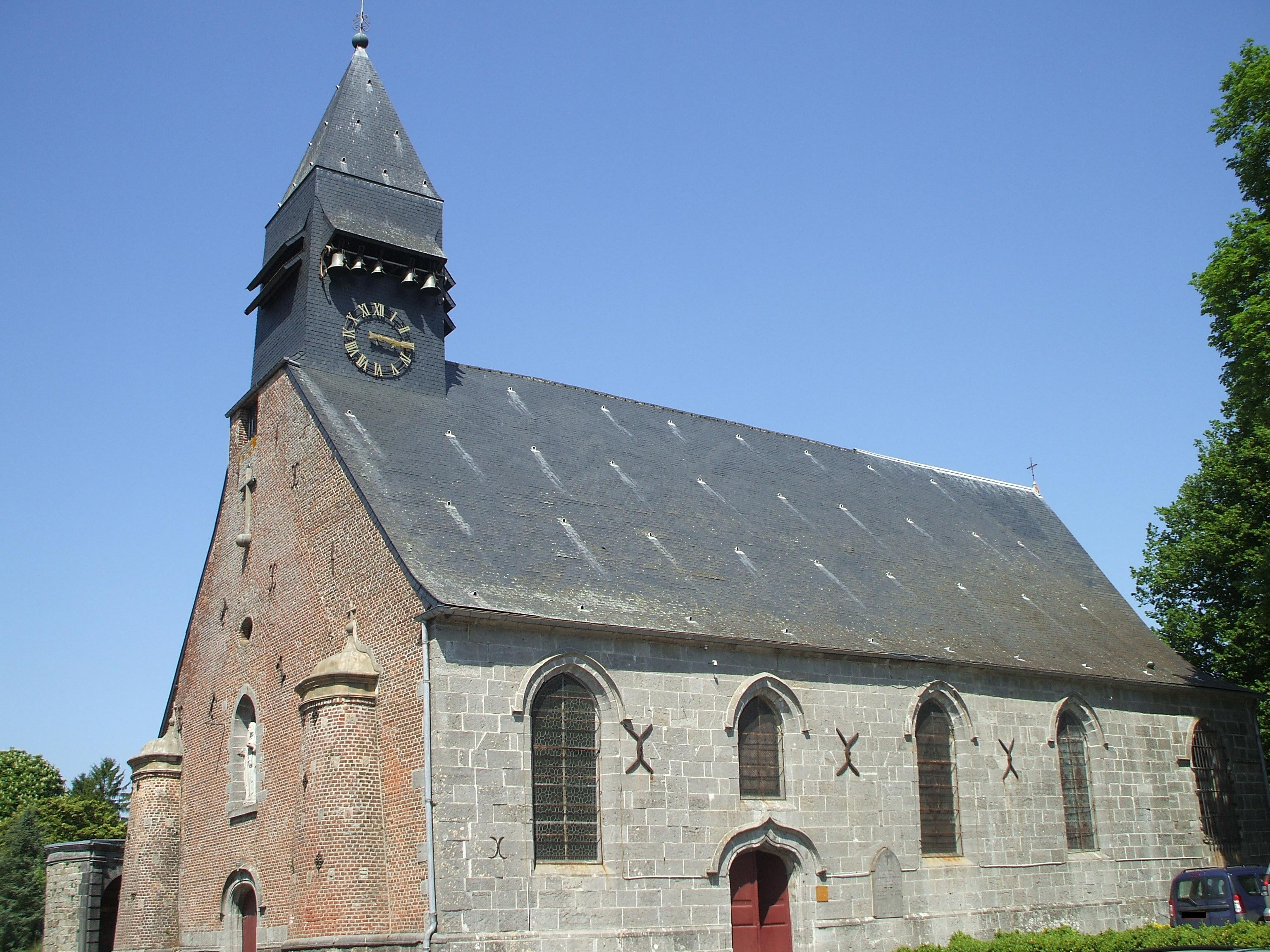
Kirche Sainte-Hiltrude en Avesnois de Liessies

Nach der Legende floh Mitte des 8. Jahrhunderts Wibert in den Norden vor der Verfolgung von Gaivrus, Herzog von Aquitanien. Der fränkische König Pippin wies ihm ein Gebiet zu zwischen Molhain und Vaux-en-Arrouaise. Wibert hatte ein Anwesen in Merlemont nahe Philippeville. Auf der Jagd erlegte er einen Eber und bestimmte den Ort für eine Klostergründung, die er 751 begann. Zum Abt wählte er seinen Sohn Gontrad, der darauf aus Lüttich einige Reliquien des hl. Lambertus besorgte. Seine Schwester Hiltrud wollte sich, statt einen Adligen zu heiraten, in eine Zelle bei der Kirche als Reklusin zurückziehen. Mit anderen Adelstöchtern gründete sie noch ein Frauenkloster, so dass ein Doppelkloster entstand. Sie wurde neben Gontrad begraben.
Durch einen Überfall der Normannen 881 wurden die Bewohner getötet oder versklavt, nur die Kirche verschont. Der Bischof von Cambrai ließ 1003 den Leichnam Hiltruds ausgraben und bestimmte Kanoniker für den Ort, die die Güter des Klosters zurückforderten. Die Abtei wurde wiedererrichtet und von Benediktinern bewohnt. Der Herr Gossuin und seine Frau Agnes statteten sie wieder reich aus.
Gautier d’Oisy, Herr von Avesnois, griff die Abtei an, worauf die Mönche den Schutz des Grafen von Hennegau bekamen. Bernhard musste den Streit schlichten. Weitere Stiftungen bereicherten die Ausstattung, auch aus Dompierre mit dem Körper des heiligen Etton. Die Abtei wurde im 12. Jahrhundert zum Pilgerort.
Im Hundertjährigen Krieg lag die Abtei mitten im Kampfgebiet und wurde ausgeplündert. Im 16. Jahrhundert wurde wieder ein kleiner Wohlstand erreicht und die Benediktregel unter dem Abt Louis de Blois wieder beachtet.
Der Abt Lambert Bouillon († 1708) verschleuderte das Klostervermögen zugunsten seiner Familie. Der Erzbischof von Cambrai François Fénelon visitierte die Abtei 1702 und hinterließ Anweisungen zur Verbesserung, die nur ansatzweise erfüllt wurden.
1791 wurde die Abtei zerstört und verkauft. Die Bewohner von Dompierre-sur-Helpe kamen 1789 im Zuge der Grande Peur, um sich die Gebeine des Etton zurückzuholen.
Einige Kunstgegenstände sind noch in der Pfarrkirche Sainte-Hiltrude erhalten. Vom Abtsgarten bestehen noch einige hydraulische Anlagen.

## Einzelbelege
1. ↑  Abbé Migne, Encyclopédie théologique, 1856, Band XIII, S. 445
2. ↑  L’Abbaye de Liessies en Hainaut depuis ses origines jusqu’après la réforme de Louis de Blois, 764–1566
3. ↑  Pippin übergibt Wibert den Ort Liessies, enluminure, bibliothèque Sainte-Geneviève, Paris.
4. ↑  Dame Ada, veuve du comte Wibert de Poitiers, dotée de fonds par son cousin Pépin le Bref, Vireux-Molhain à travers le temps.
5. ↑  Archives historiques et littéraires du Nord de la France et du Midi de la Belgique. Au Bureau des Archives., 1855 (google.de [abgerufen am 30. Januar 2022]).

Koordinaten: 50° 6′ 57,6″ N, 4° 4′ 59,9″ O